# Pheidole harlequina
Pheidole harlequina  (лат.) — вид муравьёв рода Pheidole из подсемейства Myrmicinae (Formicidae). Центральная Америка: Доминиканская Республика (La Vega Prov., на высоте 1300 м). Крупные рабочие: проподеальные шипы толстые, слегка изогнутые, такой же длины, что и базальная поверхность проподеума перед ними; голова поперечная (много шире своей длины), максимальная её ширина у затылка; постпетиоль стебелька между грудкой и брюшком сверху выглядит овальным. Тело разноцветное: грудка и стебелёк темно-коричневые; задняя половина головы и часть лба и наличник коричневые; остальная часть тела жёлтая. У мелких рабочих голова, грудь и стебелёк темно-коричневые; брюшко желтоватое; ноги и усики коричневато-жёлтые. Ширина головы (HW) — 0,50—0,94 мм, длина головы — (HL) 0,50—0,90, длина скапуса усика (SL) — 0,62—0,66, длина глаза (EL) — 0,10—0,14, ширина петиоля (PW) — 0,34—0,50. Сходен с другим центральноамериканским видом Pheidole drepanon. Видовое название harlequina (арлекин) дано из-за яркой как у клоуна (арлекина) окраски тела.